# Émeutes de Sacheverell
Pour les articles homonymes, voir Sacheverell.
Les émeutes de Sacheverell (en anglais Sacheverell riots), du nom du pasteur et docteur en théologie Henry Sacheverell, aux sermons particulièrement virulents, eurent lieu en Angleterre en 1710 pour protester contre le procès intenté à ce pasteur, contre la liberté jugée trop grande laissée aux non-conformistes et plus généralement contre l'alourdissement de la fiscalité apparu lors de la révolution financière britannique.

## Contexte
Le climat social dans l'Angleterre des années 1700-1710 était tendu en raison des difficultés économiques nées de la guerre – au premier chef le poids des impôts indirects – et par l'aisance trop voyante et soudaine de nombreux non-conformistes (protestants, notamment de tendance calviniste, ne suivant pas les usages de l’Église d'Angleterre et n'acceptant pas sa discipline) dans le milieu des affaires. De plus, un acte du parlement avait accepté l'immigration de milliers de protestants venus du Palatinat, dont l'arrivée sur le marché du travail avait provoqué une réaction de xénophobie.
Les vives passions politiques de la population britannique étaient à cette époque partagées entre les factions rivales des Whigs (libéraux) et des Tories (conservateurs). Les propos de Sacheverell, au nom de l'Église d'Angleterre, qui donnent aux tories de nombreux arguments, font de lui leur icône. En 1709, le maire de Londres Samuel Garrard (en), un tory, lui confia la charge du sermon du 5 novembre, jour de commémoration important pour les tories, à la cathédrale Saint-Paul. Sacheverell en profita pour prêcher longuement (une heure et demie), et avec la plus grande virulence, contre les dissidents et les unitariens, concluant même par un appel à peine voilé à la violence, invitant les anglicans à serrer les rangs, à présenter « une armée de bannières à nos ennemis » et à espérer que « les faux frères enlèveraient le masque, quitteraient complètement l'Église dont ils ne sont pas de vrais membres, ne mangeraient pas frauduleusement son pain en tendant des embuscades pour causer sa perte ». Le clergé était invité à excommunier les coupables, selon « une sentence ratifiée au Ciel ». Il annonçait une longue bataille pour l’« Église militante », qui serait difficile « parce que ses adversaires sont au pouvoir et que ses ennemis prospèrent actuellement ». Mais il ne doutait pas que la bataille doive être engagée, sachant qu'« il y a un Dieu qui peut la remporter, si nous ne l'abandonnons pas ».
Le gouvernement whig était divisé sur l'opportunité d'engager des poursuites contre Sacheverell et la ligne dure obtint gain de cause. Le procès condamna Sacheverell en 1710 à une suspension de trois ans et à ce que ses sermons soient brûlés au Royal Exchange, ce qui fit de lui un martyr aux yeux de la population (en particulier aux yeux des Londoniens) et conduisent à ce que l'on rattache à sa personne les émeutes qui eurent lieu cette même année à Londres et dans le reste du pays.

## Déroulement
Dans la nuit du 1er au 2 mars 1710, la foule se déchaîna et s'en prit aux lieux de culte presbytériens et dissidents, certains étant réduits en cendres, et seule l'intervention des Horse Guards (la garde montée) évita la mise à sac de la Banque d'Angleterre, « siège par excellence des gens de finance si haïs ». La condamnation d'Henry Sacheverell fut si légère qu'elle ressembla à une victoire pour l'intéressé.
D'autres émeutes, dites « de Sacheverell » éclatèrent encore en 1715 alors que les Tories étaient au pouvoir.

## Conséquences
Les émeutes entraînèrent la chute du gouvernement un peu plus tard, alors même que le traité d'Utrecht de 1713 mettait fin à la guerre de Succession d'Espagne. Les émeutes de Sacheverell favorisèrent le vote du Riot Act en 1714, qui autorisait les autorités locales à déclarer tout rassemblement de plus de douze personnes comme hors-la-loi, pouvant ainsi les contraindre à se disperser ou à encourir les rigueurs de la loi. Il ne sera aboli qu'en 1973, par un gouvernement travailliste.
Immédiatement après l'expiration de sa peine, le 13 avril 1713, Sacheverell fut fait recteur de St Andrew à Holborn, par le nouveau gouvernement Tory.